# Rihonor de Castilla
Rihonor (en leonés rionorés Ruidenore) es una localidad española perteneciente al municipio de Pedralba de la Pradería de la provincia de Zamora, en la comunidad autónoma de  Castilla y León.
Este pueblo tiene una particularidad única en la península ibérica, consistente en formar un único núcleo urbano con el pueblo portugués de Rio de Onor. Realmente, ambos pueblos son uno solo, dividido artificialmente por la raya fronteriza. Debido a esta singularidad, sus habitantes hablan indistintamente español y portugués, ambos muy influenciados por la lengua autóctona: el casi extinto rihonorés, dialecto del leonés. Entre los rihonoreses, las partes española y portuguesa son llamadas povo de cima y povo de abaixo, respectivamente (‘pueblo de arriba’ y ‘pueblo de abajo’).

## Geografía física

### Ubicación
Está situado al norte de la sierra de la Culebra, junto a la frontera portuguesa, el caserío es atravesado por el río Fontano, también conocido como Comtensa o río Onor en su tramo portugués. Dista 14 km de la capital comarcal y 21 km de la capital de su municipio, estando a 22 km de Braganza, capital portuguesa más próxima que a su vez es sede del municipio al que pertenece la freguesia de Río de Onor.

## Toponimia
Tradicionalmente se denominó simplemente Rionor, denominación con la que aparece en el Real Decreto de 21 de abril de 1834, que creaba los partidos judiciales, así como en el censo de 1842. Asimismo, el único documento que recoge sobre la localidad la Gazeta (actual BOE), que data de abril de 1936, también recoge la localidad denominada como Rionor a secas. Por tanto, a la denominación oficial de la localidad se le habría añadido el de Castilla durante el mandato de Francisco Franco. El topónimo Rionor o Rihonor se debe al río de Onor, que cruza la localidad.

## Historia
Durante la Edad Media, Rihonor quedó integrado en el reino de León, cuyos monarcas habrían acometido la repoblación de la localidad dentro del proceso repoblador llevado a cabo en Sanabria. Tras la independencia de Portugal del reino leonés en 1143 la localidad habría sufrido por su situación geográfica los conflictos entre los reinos leonés y portugués por el control de la frontera, quedando estabilizada la situación a inicios del siglo XIII.
Posteriormente, en la Edad Moderna, fue una de las localidades que se integraron en la provincia de las Tierras del Conde de Benavente y dentro de esta en la receptoría de Sanabria. No obstante, al reestructurarse las provincias y crearse las actuales en 1833, Rihonor, aún como municipio independiente, pasó a formar parte de la provincia de Zamora, quedando integrado en 1834 en el partido judicial de Puebla de Sanabria, entonces denominado oficialmente simplemente como Rionor.
Posteriormente, en torno a 1850, Rionor, que en el censo de 1842 aún permanecía como municipio independiente, pasó a integrarse en el término de Pedralba de la Pradería, en el cual ha permanecido hasta la actualidad.

## Demografía
El número de habitantes ha ido descendiendo en la localidad de modo paulatino desde mediados del siglo XX, llegando a los 32 que en 2016 continúan censados, según el INE. En los últimos años hay algunas familias foráneas que han adquirido casas para establecer su lugar de descanso en la aldea, atraídos por la belleza de sus paisajes, la idiosincrasia de sus habitantes y las posibilidades de desarrollo con que cuenta la aldea.

## Economía
La principal fuente de ingresos fue tradicionalmente la agricultura, la ganadería y el comercio, al estar situado en un paso fronterizo con Portugal. Actualmente, hay poca producción económica al estar su censo de población formado por jubilados.

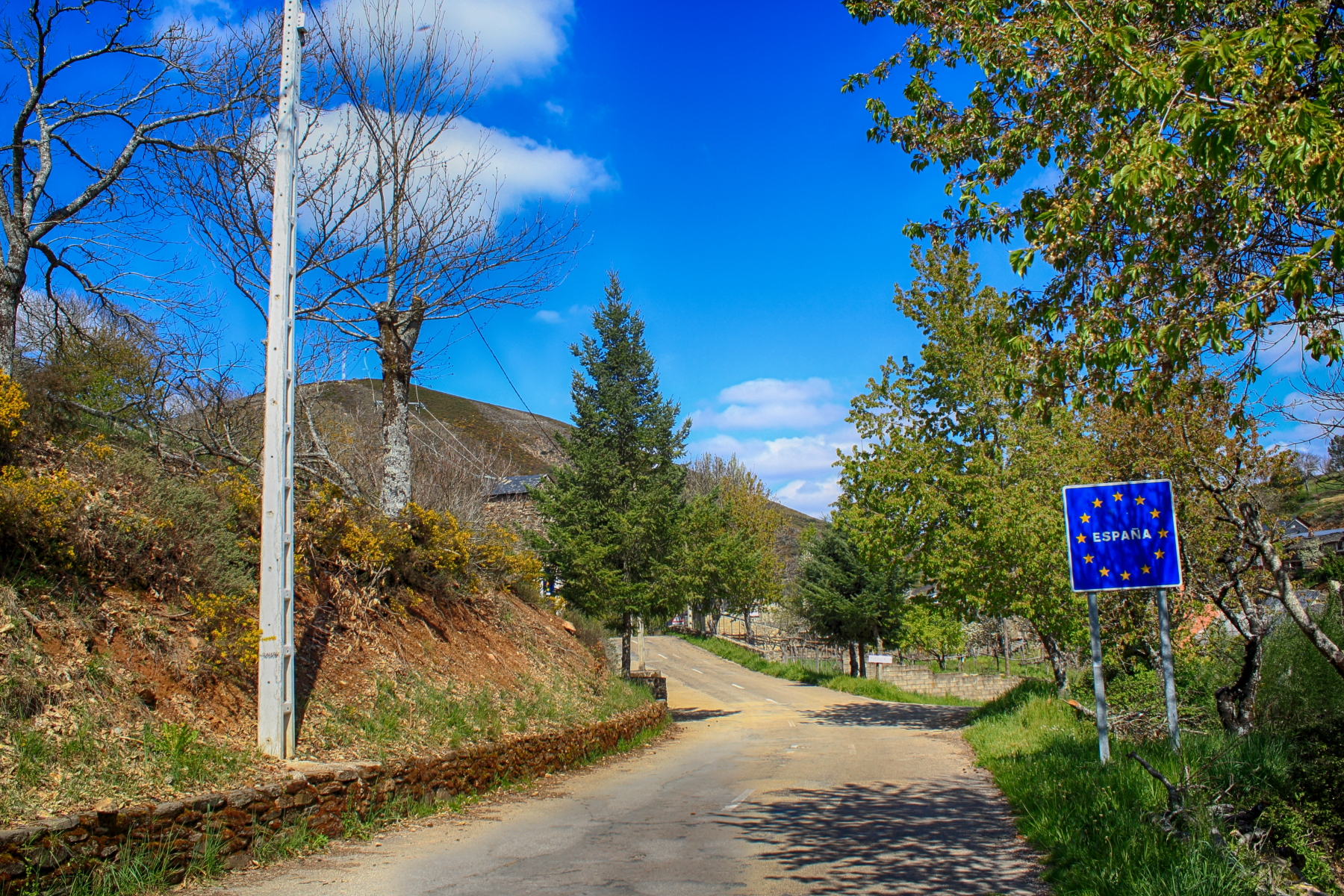
Frontera de España en Rihonor.

## Patrimonio
- Iglesia de Santa Marina: Templo de pequeñas proporciones, de fachada de pizarra y doble campanario. Tiene su origen en siglo XIII aunque la construcción actual es del siglo XVI. Se encuentra situada en lo alto del pueblo, muy próxima a la frontera. Se encuentra bajo la advocación de Santa Marina y es dependiente de la Diócesis de Astorga.

- Arquitectura popular de pizarra a lo largo de la población.